# Storchenwirt
Das Gasthaus Storchenwirt in der Griesbadgasse 48 befindet sich am westlichen Rand der Ingolstädter Altstadt. Das vermutlich auf spätmittelalterliche Bausubstanz zurückgehende Ackerbürgerhaus ist unter der Aktennummer D-1-61-000-143 in der Denkmalliste Bayern eingetragen.

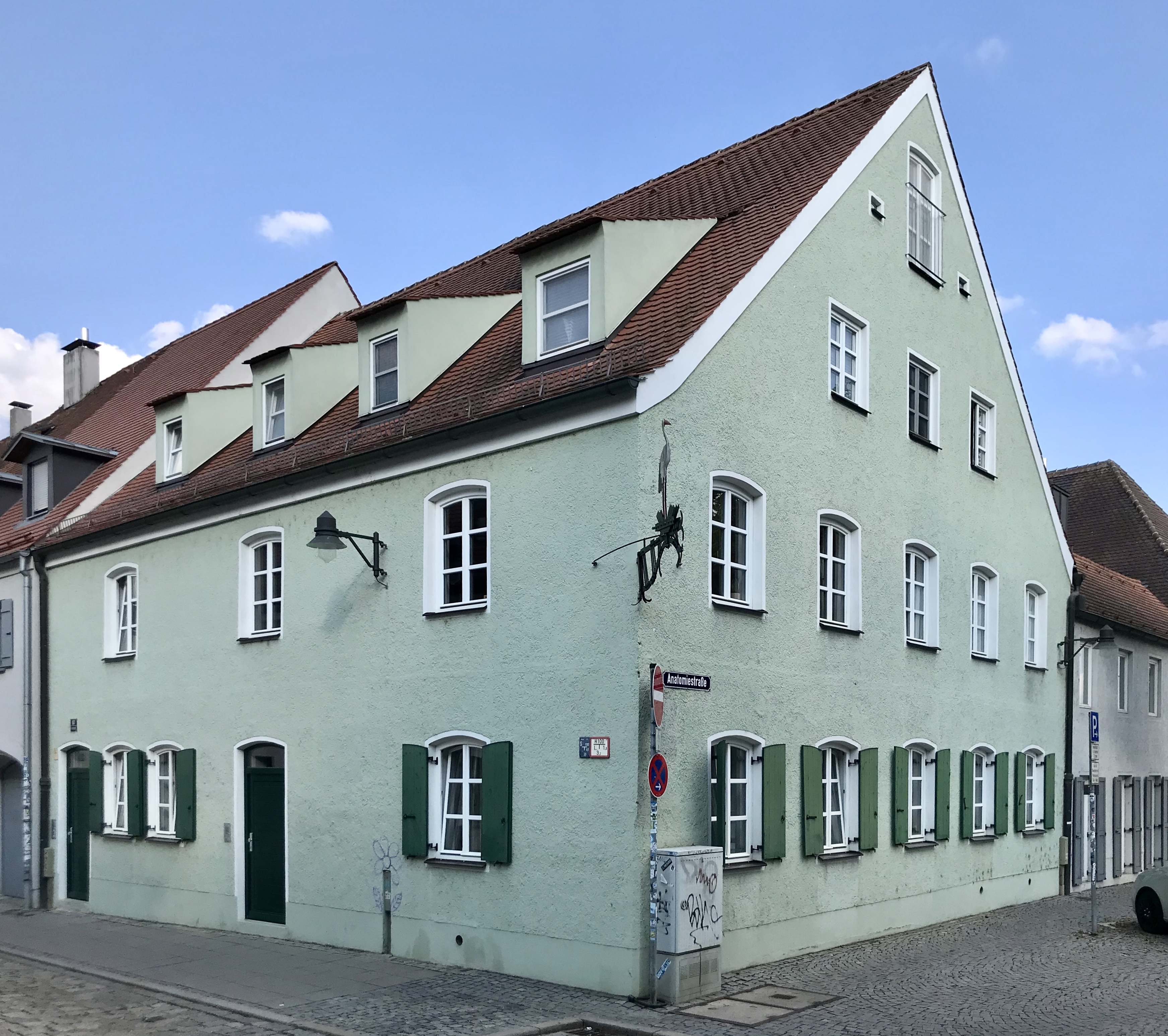
Straßenfassade

## Geschichte
Es handelt sich um einen zweigeschossigen Satteldachbau. Entstanden ist das markante Eckhaus 1874 durch Umbau eines spätmittelalterlichen Gebäudes und wurde 1928 verändert. Im Jahr 2007 sanierte der örtliche Architekt und Denkmalpfleger Andreas Mühlbauer den vor Verfall stehenden Storchenwirt.

## Denkmal
Das ehemalige Stadtbauernhaus steht unter Denkmalschutz und ist im Denkmalatlas des Bayerischen Landesamtes für Denkmalpflege und in der Liste der Baudenkmäler in Ingolstadt eingetragen.